# Kendlerstraße (metropolitana di Vienna)
Kendlerstraße è una stazione della linea U3 della metropolitana di Vienna situata nel 16º distretto (Ottakring).

## Descrizione
La stazione è entrata in servizio il 5 dicembre 1998 ed è realizzata in sotterranea. È disposta in posizione parallela al percorso della linea S45 nei pressi di Kendlerstraße nel tratto compreso tra Opfermanngasse e Steinbruchstraße. Ai treni si accede tramite una banchina centrale, collegata agli ingressi da scale fisse, mobili e ascensori.. Trovandosi in un'area a minore densità di popolazione rispetto alle fermate adiacenti, è una delle stazioni meno trafficate della metropolitana viennese.

## Ingressi
- Opfermanngasse
- Steinbruchstraße